# Abyssocucumis albatrossi
Abyssocucumis albatrossi is een zeekomkommer uit de familie Cucumariidae.
De wetenschappelijke naam van de soort werd in 1941 als Cucumaria albatrossi gepubliceerd door Gustave Cherbonnier.